# 심장이 뛰네 (2011년 영화)
"심장이 뛰네"(My Heart Beats)는 한국에서 제작된 허은희 감독의 2011년 드라마 영화이다. 유동숙 등이 주연으로 출연하였고 허은희 등이 제작에 참여하였다.

## 출연

### 주연
- 유동숙
- 변지연
- 원태희
- 강석호
- 안성건

### 조연
- 박규한
- 김두리
- 고선평
- 김미경
- 이돈희

## 기타
- 총괄프로듀서: 김병철
- 총괄프로듀서: 김이석
- 프로듀서: 배소현
- 제작부: 김윤성
- 제작부: 배지윤
- 제작부: 서부경
- 투자: Shaoky K. Taraman
- 촬영부: 이천근
- 촬영부: 김기현
- 촬영부: 박민호
- 촬영부: 조용운
- 조명: 이주생
- 조명부: 박상욱
- 조명부: 김효성
- 조명부: 박철호
- 조명부: 김재훈
- 조명부: 박진백
- 연출부: 김대황
- 연출부: 서지은
- 스크립터: 진나리
- 조감독: 김진태
- 음향편집: 김가은
- 사운드슈퍼바이저: 이성철
- 미술: 이현우
- 미술: 박준서
- CG: 조동욱
- 타이틀: 이영헌
- 분장: 유찬희
- 의상: 유찬희
- 스토리보드: 박준서
- 조명B: 장태현
- 동시녹음팀: 박해경
- 동시녹음팀: 조경진
- 발전차: 이형준
- 분장의상팀: 정길재
- 분장의상팀: 김가인
- 분장의상팀: 정지수